# Versicherungsteuergesetz
Das Versicherungsteuergesetz (VersStG 2021) ist in Deutschland die Rechtsgrundlage für die Erhebung der Versicherungsteuer. Die Versicherungsteuer ist eine Bundessteuer. Das Aufkommen der Versicherungsteuer ist für das Jahr 2007 mit rund 10,331 Mrd. Euro veranschlagt.
Dieser Verkehrsteuer unterliegt die Zahlung des Versicherungsentgelts auf Grund eines durch Vertrag oder auf sonstige Weise entstandenen Versicherungsverhältnisses.